# Susan Kieffer
Susan Elizabeth Werner Kieffer (* 17. November 1942 in Warren, Pennsylvania) ist eine US-amerikanische Geologin, Geophysikerin und Planetologin. Sie ist Professorin für Geologie und Physik an der University of Illinois at Urbana-Champaign.
Kieffer studierte am Allegheny College (Bachelor 1964) und am Caltech mit dem Master-Abschluss 1967 sowie der Promotion in Planetary Science 1971. Als Post-Doktorandin war sie an der University of California, Los Angeles, wo sie 1973 Assistant Professor und später Associate Professor wurde. Von 1978 bis 1990 war sie beim United States Geological Survey in Flagstaff, wobei sie 1982 Gastprofessor am Caltech war. Ab 1989 war sie Professor an der Arizona State University und 1993 bis 1995 an der University of British Columbia.
Sie befasste sich mit der geophysikalischen Hydrodynamik von Vulkanen, Geysiren und Flüssen, Meteoriten-Einschlägen und der durch sie bedingten Stoßwellen-Metamorphose und Thermodynamik von Mineralien. Ihre (auch experimentellen) Untersuchungen der Mechanismen von Vulkanausbrüchen dehnte sie auch auf solche im Sonnensystem aus (Mond Enceladus). Weiterhin befasst sie sich mit Solarphysik.
1996 gründete sie eine eigene Beratungsfirma Kieffer & Woo, ab 2000 S. W. Kieffer Science Consulting. Mit Eugene Shoemaker verfasste sie einen geologischen Führer zum Meteorkrater (1974).
1992 erhielt sie die Arthur L. Day Medal und 2014 die Penrose-Medaille. 1995 wurde sie MacArthur Fellow. Sie ist Mitglied der National Academy of Sciences, der American Academy of Arts and Sciences und der American Philosophical Society. Sie ist Mitglied der Geological Society of America, der American Geophysical Union und der Mineralogical Society of America. Von 1977 bis 1979 war sie Sloan Research Fellow. Sie ist Ehrendoktor des Allegheny College.
Sie ist seit 1966 verheiratet und hat ein Kind.

## Veröffentlichungen
- The Dynamics of Disaster, W. W. Norton & Co, New York 2013, ISBN 0-393-08095-1.